# Districtul Martonvásár
Martonvásár (în maghiară Martonvásári járás) este un district în județul Fejér, Ungaria.
Districtul are o suprafață de 277,13 km2 și o populație de 26.531 locuitori (2013).